# Drezdeński zielony diament

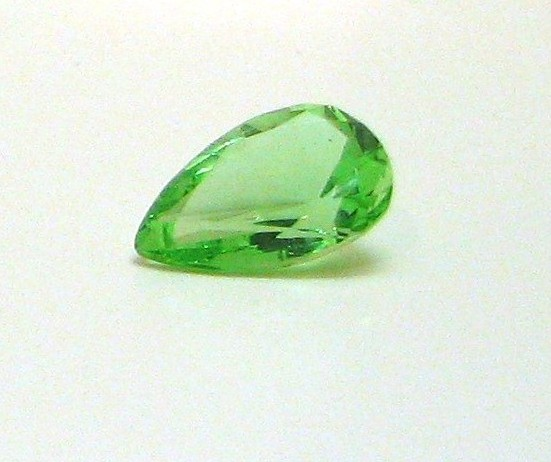
kopia Drezdeńskiego zielonego diamentu

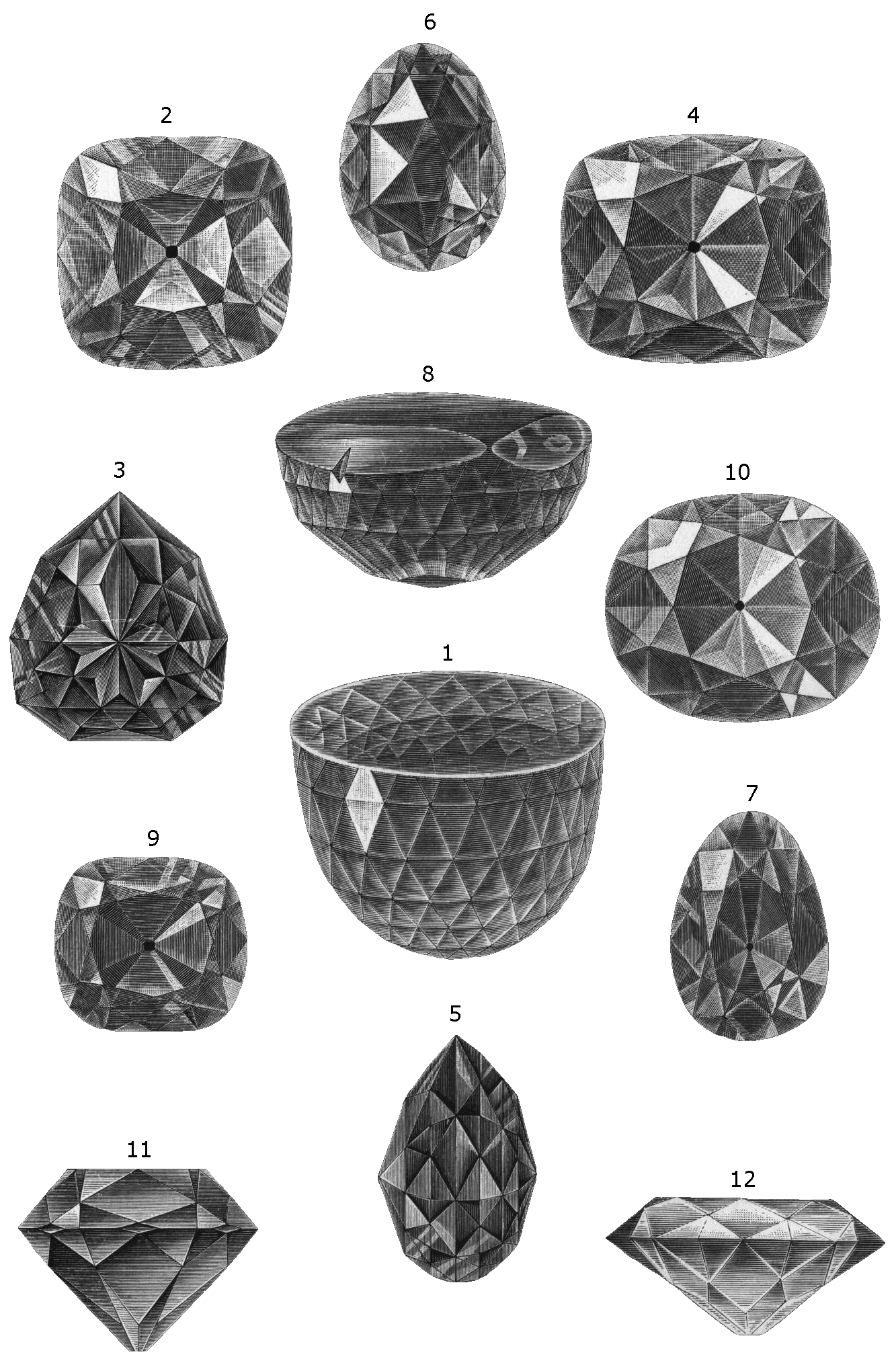
Najsłynniejsze diamenty świata: 1. Wielki Mogoł, 2. i 11. Regent, 3. i 5. Diament florencki, 4. i 12. Gwiazda Południa, 6. Sancy, 7. Drezdeński zielony diament, 8. i 10. Koh-i-noor ze starym i nowym szlifem, 9. Hope

Drezdeński zielony diament zwany Zielonym Brylantem z Drezna lub Zielonym Drezdeńskim – jabłkowozielony diament o masie 40,7 kr. Największy znany zielony diament świata. Od XVIII wieku stanowi część saskich klejnotów koronnych i jest przechowywany w Grünes Gewölbe w Dreźnie.
Pochodzi prawdopodobnie z Brazylii i został znaleziony na początku XVIII wieku. W 1742 roku na Targach Lipskich zakupił go August III Sas za ogromną jak na owe czasy sumę 200 000 talarów. W 1768 roku oprawiono go w białe diamenty i wmontowano w ozdobną agrafę do kapelusza. Po II wojnie światowej stał się łupem wojennym Armii Czerwonej i został wywieziony do Moskwy. W 1958 roku powrócił do Drezna.
Diament nabrał unikalnego, zielonego koloru w wyniku przebywania w naturalnym radioaktywnym środowisku. Używany jest do badań porównawczych w celu wypracowania metody pozwalającej na odróżnienie naturalnie zielonych diamentów, które dużo rzadsze od sztucznie barwionych kamieni wytwarzanych w laboratoriach poprzez napromieniowanie zwykłych diamentów.